# Saurauia scabrida
Saurauia scabrida är en tvåhjärtbladig växtart som beskrevs av William Botting Hemsley. Saurauia scabrida ingår i släktet Saurauia och familjen Actinidiaceae. Inga underarter finns listade i Catalogue of Life.